# Gumtjärnen, Västerbotten
Gumtjärnen är en sjö i Vindelns kommun i Västerbotten och ingår i Umeälvens huvudavrinningsområde.